# Sidney Lumet

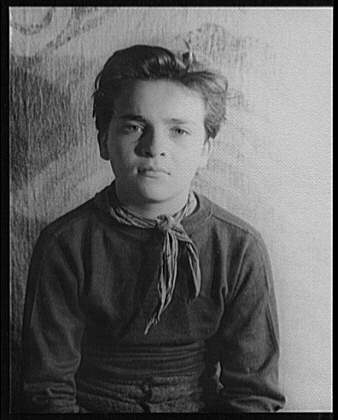
Sidney Lumet som 14–15-åring, 1939.

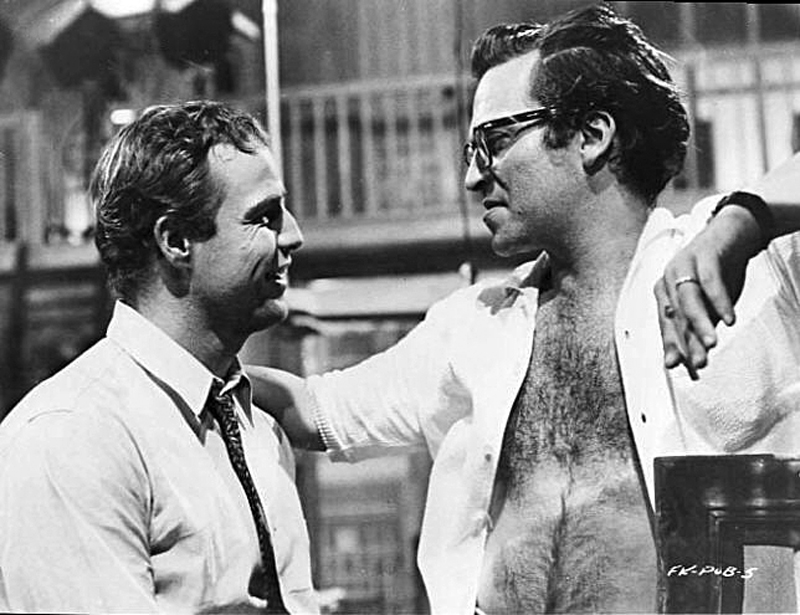
Marlon Brando och Sidney Lumet vid inspelningen av Mannen i ormskinnsjackan, 1959.

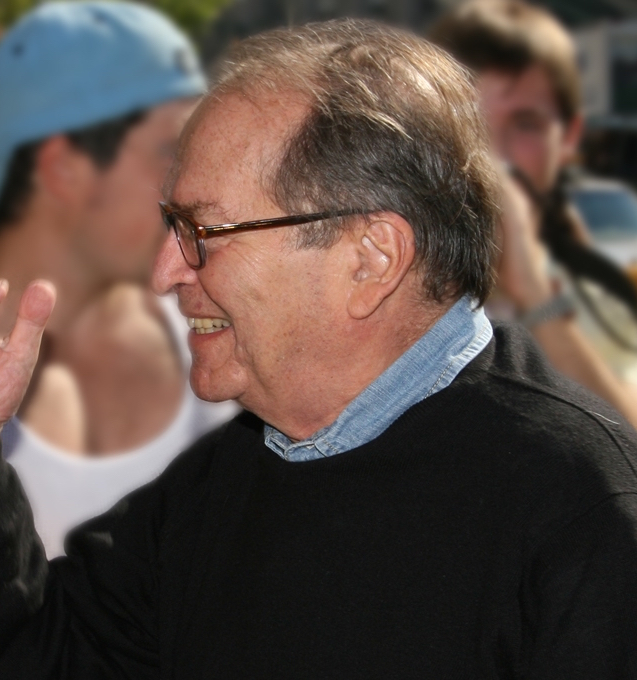
Sidney Lumet, 2007.

Sidney Lumet (IPA: /luːˈmɛt/), född 25 juni 1924 i Philadelphia i Pennsylvania, död 9 april 2011 på Manhattan i New York, var en amerikansk filmregissör, filmproducent och manusförfattare.
Sidney Lumet hade en mycket lång och framgångsrik karriär. Mellan 1957 och 2007 regisserade han bland annat totalt 45 långfilmer (i snitt nästan en film om året), som flera både nominerades och prisades vid Oscarsgalor. Han nominerades till en Oscar för bästa regi vid fyra tillfällen, för filmerna 12 edsvurna män (1957), En satans eftermiddag (1975), Network (1976) och Domslutet (1982). Han nominerades även, tillsammans med Jay Presson Allen, till en Oscar för bästa manus efter förlaga för manuset till Prince of the City (1981), som Sidney Lumet även regisserade.

## Biografi
Sidney Lumet debuterade som scenskådespelare vid fyra års ålder och fortsatte arbeta som skådespelare på Broadway fram till 1950-talet. Under 1950-talet började han också regissera avsnitt för diverse tv-serier innan han regisserade sin första långfilm, 12 edsvurna män (1957). Den resulterade i hans första Oscarnominering.
Under karriären nominerades Sidney Lumet för sammanlagt fem Oscars, fyra gånger för bästa regi och en gång för bästa manus baserat på förlaga. Totalt erhöll 14 av Lumets filmer sammanlagt 46 Oscarsnomineringar. Han vann aldrig en personlig Oscar men blev vid Oscarsgalan 2005 tilldelad Oscarsakademins hederspris med motiveringen "För hans briljanta tjänstgöringar till manusförfattare, skådespelare och för filmkonsten."
Sidney Lumet avled i sin bostad på Manhattan, New York, av lymfom den 9 april 2011.

## Filmografi (urval)
- 1957 – 12 edsvurna män
- 1958 – Född till stjärna
- 1959 – Åh, dessa kvinnor
- 1959 – Mannen i ormskinnsjackan
- 1962 – Utsikt från en bro
- 1962 – Lång dags färd mot natt
- 1964 – Pantlånaren
- 1964 – Bombsäkert
- 1965 – Kullen
- 1966 – Gänget
- 1967 – Spionen måste dö
- 1968 – Bye Bye Braverman
- 1968 – Måsen
- 1969 – En man, en kvinna, en misstanke
- 1970 – The Last of the Mobile Hot Shots
- 1971 – Bandet
- 1972 – Övergreppet
- 1973 – Serpico
- 1974 – Mordet på Orientexpressen
- 1974 – Lovin' Molly
- 1975 – En satans eftermiddag
- 1976 – Network
- 1977 – Equus
- 1978 – The Wiz
- 1980 – Just Tell Me What You Want
- 1981 – Prince of the City
- 1982 – Dödsfällan
- 1982 – Domslutet
- 1983 – Daniel
- 1984 – Jakten på Garbo
- 1986 – Power
- 1986 – Mellan midnatt och gryning
- 1988 – Flykt utan mål
- 1989 – Family Business
- 1990 – Dödligt protokoll
- 1992 – En främling mitt ibland oss
- 1993 – Skyldig som synden
- 1997 – Night Falls on Manhattan
- 1997 – Critical Care
- 1999 – Gloria
- 2006 – Find Me Guilty
- 2007 – Before the Devil Knows You're Dead

## Teater

### Regi
| År   | Produktion       | Upphovsmän  | Teater                           |
| ---- | ---------------- | ----------- | -------------------------------- |
| 1956 | Night of the Auk | Arch Oboler | Playhouse Theatre, New York, USA |